# 岡花駅
岡花駅（おかばなえき）は、高知県高岡郡日高村本郷にある、四国旅客鉄道（JR四国）土讃線の駅である。駅番号はK10。

## 歴史
- 1960年（昭和35年）8月20日：日本国有鉄道の駅として開設[1][2]。気動車の旅客のみ取扱う駅員無配置駅[3]。
- 1987年（昭和62年）4月1日：国鉄分割民営化により、JR四国に承継される[1]。

## 駅構造
単式ホーム1面1線の地上駅。簡易な片面ホームに短い上屋があるだけである。無人駅。

## 利用状況
1日の平均乗降人員は以下の通りである。
| 乗降人員推移 | 乗降人員推移 |
| 年度         | 1日平均人数  |
| ------------ | ------------ |
| 2011年       | 138          |
| 2012年       | 124          |
| 2013年       | 118          |
| 2014年       | 106          |
| 2015年       | 132          |
| 2016年       | 126          |
| 2017年       | 134          |
| 2018年       | 126          |

## 駅周辺
駅のほぼ真上を国道33号の岡花跨線橋が跨ぐ。なお、駅前には岡花公園がある。
- 日下川
- 村の駅ひだか

## 隣の駅
四国旅客鉄道（JR四国）
■土讃線
■普通
日下駅 (K09) - 岡花駅 (K10) - 土佐加茂駅 (K11)